# هارينجي
هارينجي (بالإنجليزية: London Borough of Haringey)‏ بلدة صغيرة في شمال لندن، عدد سكانها 187300 نسمة. وتشمل قرى هورنسى وتوتنهام ووود غرين . وهي تشتهر بالحلوى والصناعات الهندسية، وفيها جمعية نادي كرة القدم لتوتنهام هوتسبر وإستاد هارينجي ومتحف قلعة بروس الذي يحتوي على الأرشيف المحلي وقسم عن تاريخ خدمات البريد، والقسم الحربي. تقع المنطقة السكنية من هورنسى في الضواحي الجميلة لكروش إند وهايجيت وموسول هيل، وفينزبيري وغابة الملكة. ويوجد في وود غرين مركز تسويقي مغطى وجميل. وتحتوي البلدة على قصر ألكساندرا الذي بدأت منه إذاعة بريطانيا إرسالها العالمي الأول لخدمات التلفاز في 1936م . وفي 1980م، حدثت كارثة حريق دمرت جزءاً كبيراً من المبنى الذي أعيد بناؤه 1990م.

## توأمة
لهارينجي اتفاقيات توأمة مع كل من:
- Livry-Gargan [الإنجليزية]‏
- كوبلنتس (1969 - )
- Larnaca Municipality  [لغات أخرى]‏ (30 يوليو 1987 - )[5]

## أعلام
- لين فيذرستون
- جيمس جوزيف أوبراين